# Tentativa de golpe de Estado no Paraguai em 1996
A tentativa de golpe de Estado no Paraguai em 1996 ocorreu em abril daquele ano com a finalidade de depor o então Presidente da República Juan Carlos Wasmosy. A intentona golpista, empreendida pelo então general do Exército Lino César Oviedo, que se declarou rebelde perante o presidente por este comunicar seu passe de aposentadoria, causou uma grave crise política que duraria três dias, mas suas consequências se estenderiam pelo menos até o início da década seguinte.

## Desenvolvimento
Em 22 de abril de 1996, eclodiu no Paraguai uma crise política, a mais relevante poucos anos após a queda da ditadura de Alfredo Stroessner, na qual o então general do Exército Lino Oviedo pretendia encabeçar um golpe de Estado contra o primeiro presidente civil do Paraguai depois da ditadura, Juan Carlos Wasmosy (ANR). O militar, juntamente com o General Andrés Rodríguez Pedotti, teve um papel importante no golpe de 1989 e posteriormente o General Oviedo daria um apoio decisivo para a vitória de Wasmosy nas eleições gerais.
O motivo foi que Wasmosy convocou o general Lino Oviedo para informá-lo sobre sua aposentadoria. No entanto, Oviedo ignorou a ordem, barricou-se no quartel e ameaçou realizar um golpe de Estado a menos que o presidente renunciasse. Isso fez com que milhares de pessoas, principalmente jovens, saíssem às ruas naquele mesmo dia para protestar por considerar o ato um "atropelo a democracia". Wasmosy se entrincheirou na Embaixada dos Estados Unidos e inclusive escreveu sua renúncia, devido ao forte poder militar que Oviedo detinha na época.
A nomeação de Oviedo para Ministro da Defesa em 24 de abril - com o objetivo de neutralizá-lo - exacerbaram as manifestações, que ocuparam as praças em frente ao Congresso (atual Cabildo) e até o Palacio de los López, pedindo prisão para Oviedo e a renúncia de Wasmosy por covardia. Finalmente, por volta do meio-dia de 25 de abril, Wasmosy anulou a designação de Oviedo como Ministro da Defesa, sob forte pressão política, diplomática e popular, do público em geral, dos governos regionais e principalmente do governo dos Estados Unidos.
Por fim, Wasmosy removeu o general Lino Oviedo do exército e do governo sob a acusação de pretender liderar um golpe contra si, mas sem apresentar nenhuma acusação judicial. Porém, em 1997, após a vitória do General Oviedo nas eleições presidenciais internas do Partido Colorado, o processou e o prendeu em um tribunal militar pelo referido crime, o que lhe tirou as chances de concorrer e ganhar a presidência. Este é o principal antecedente do Marzo Paraguayo, que ocorreria três anos depois, em 1999.